# المرأة في الإكوادور
المرأة في الإكوادور هي المسؤولة بشكل عام عن تربية ورعاية الأطفال والأسر حيث تقليدياً لا يتخذ الرجال دوراً نشطاً.
تنضم مزيد من النساء إلى القوى العاملة أكثر من أي وقت مضى، مما أدى إلى قيام الرجال ببعض الأعمال المنزلية وأن يصبحوا أكثر انخراطاً في رعاية أطفالهم.
وقد تم هذا التغيير بسبب ثورة إلوي ألفارو الليبرالية في عام 1906 والتي منحت المرأة الإكوادورية الحق في العمل.تم منح حق التصويت للمرأة في عام 1929.
الفتيات يتمتعنَّ بحماية أكبر من الصبيان من قبل والديهم ويرجع ذلك إلى الهياكل الاجتماعية التقليدية.
في سن ال 15، تحتفل الفتيات في كثير من الأحيان بحفلة تقليدية تسمى عيد الخامسة عشر ويشمل الاحتفال الطعام والرقص.

## الفقر
المرأة، ولا سيما المرأة الريفية، تتأثر على نحو غير متناسب بالفقر. النساء في الإكوادور هنَّ أكثر عرضة للبطالة.
الفقر وسوء التغذية من المرجح أن يؤثران بدرجة أكبر على النساء وكذلك الأطفال الصغار والسكان الأصليين.
يتفاعل التمييز على أساس العرق مع التمييز على أساس الجنس بشكل يؤدي إلى مستويات عالية من الفقر لنساء الشعوب الأصلية والسود.

## التعليم

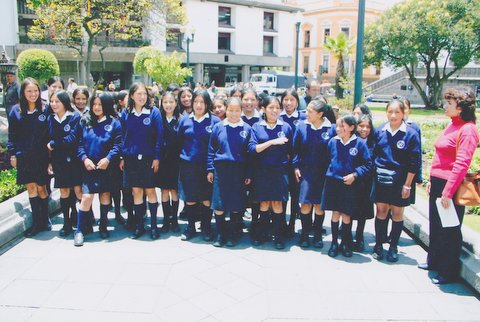
فتيات المدارس في الإكوادور

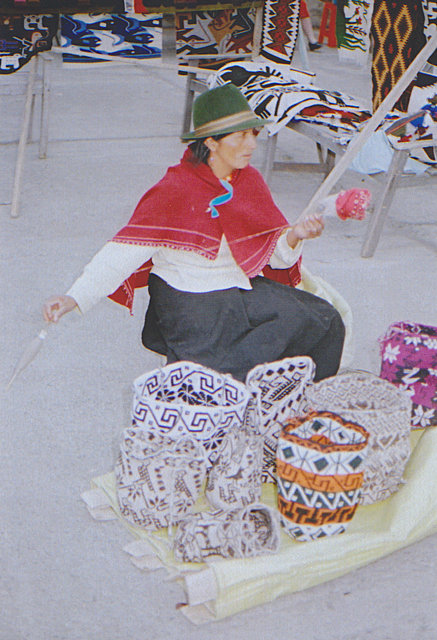
إمرأة تغزل في سوق في الإكوادور

الفتيات في الإكوادور يتلقين تقليدياً تعليماً رسمياً أقل من الرجال.
والأدوار التقليدية للجنسين تؤدي إلى تولي النساء الوظائف النسائية مثل التمريض والتدريس والتي هي وظائف ذات أجور متدني ولا تقدر حق قدرها.
المرأة لا تزال لديها معدل معرفة في القراءة والكتابة أقل من الرجال: اعتبارا من عام 2011، كان معدل الإلمام بالقراءة والكتابة للإناث 90.2٪ و 93.1٪ للذكور 
. في السنوات الأخيرة عززت عدة برامج ووضع التعليم للفتيات من السكان الأصليين والنساء.

## الصحة الإنجابية
قلة المعلومات وعدم القدرة على الوصول إلى وسائل منع الحمل غالباً ما تؤدي إلى الحمل غير المرغوب فيه وبخاصة بين الفتيات المراهقات والشابات. معدل وفيات الأمهات في الإكوادور هو 110 حالة وفاة / 100,000 ولادة حية (اعتبارا من 2010). معدل الإصابة بفيروس نقص المناعة البشرية / الإيدز هو 0.6٪ للبالغين (الذين تتراوح أعمارهم بين 15-49)، وذلك بناءاً على تقديرات عام 2012.
الإجهاض في الإكوادور غير قانوني مع استثناءات قليلة فقط للظروف الخاصة. وفقا لتقرير هيومن رايتس ووتش عادة ما تحرم النساء من الإجهاض القانوني حتى في حالة الاغتصاب. في السنوات الأخيرة، وحيث أن الإكوادور تواجه أعلى معدل حمل المراهقات في أمريكا الجنوبية قررت الإكوادور تحرير سياستها بشأن وسائل منع الحمل بما في ذلك وسائل منع الحمل في حالات الطوارئ.

## العنف الأسري
يشكل العنف الأسري أو العنف المنزلي ضد المرأة مشكلة خطيرة للغاية.
وقد جاء قانون ضد العنف تجاه النساء والأسرة ليتعامل مع حالات العنف الأسري. وبالإضافة إلى ذلك، تناول القانون الجنائي الجديد الذي دخل حيز التنفيذ في عام 2014 موضوع العنف الأسري.